# Dasyhelea heurui
Dasyhelea heurui är en tvåvingeart som beskrevs av Jean-Jacques Kieffer 1924. Dasyhelea heurui ingår i släktet Dasyhelea och familjen svidknott. Inga underarter finns listade i Catalogue of Life.